# Ron Hill
Ronald "Ron" Hill (MBE) (Accrington, Lancashire, 25 de setembre de 1938 – 23 de maig 2021) va ser un corredor i empresari de la confecció anglès.
Va ser el segon home a baixar de 2:10 a la marató; va establir rècords mundials a quatre distàncies més, però mai va reclamar el rècord del món de marató. Va dirigir dues maratons olímpiques (Tòquio 1964 i Múnic 1972), i tenia el rècord personal de marató en 2:09:28. En 1970, Hill va guanyar la 74a Marató de Boston amb un temps de 2:10:30. També va guanyar medalles d'or a la marató del Campionat d'Europa d'atletisme de 1969 i dels Jocs de la Commonwealth en 1970.

## Competicions
Hill va aconseguir rècords del món en 10 milles (16 km) (47:02, Leicester, abril de 1968; 46:44, Leicester, novembre de 1968); 15 milles (24 km) (72:48.2, Bolton, juliol de 1965); i 25 quilòmetres (15.5 milles) (75: 22.6, Bolton, juliol 1965).
En 1963, va guanyar les 6 milles (9,7 km) en els campionats de l'Associació Amateur britànica (AAA) amb un temps de 27:49,8, igualant el rècord del Regne Unit. A l'any següent, la carrera de l'AAA de sis milles (10 km), Hill va ser superat per Mike Bullivant, que va guanyar per menys de mig segon. Ambdós corredors, no obstant això, van acabar més de vint segons sota el rècord del Regne Unit. Als Jocs Olímpics d'Estiu de 1964, Hill va acabar en la 18a posició als 10.000 metres, en un temps de 29:53.0 i 19è a la marató, amb 2:25:34.
El 1964, Hill va establir el seu primer rècord mundial, en 1:15:22,6 en els 25 quilòmetres (15,5 mi), eclipsant la marca anterior d'Emil Zátopek en més d'1 minut; i al mateix temps també va establir un altre rècord mundial d'1:12:48.2 durant 15 milles (24 km).
Hill va ser el primer guanyador de la Freckleton Half Marathon el 1964 i va mantenir el rècord de curs d'1 hora 4 minuts i 45 segons. En 1966, també va competir en la Marató de Campionats d'Europa, acabant dotzè.
El 6 d'abril de 1968, al campionat britànic de 10 milles (16 km) a Leicester, Hill va establir un nou rècord mundial de 47:02.2; va guanyar les 10 milles (16 km) de l'AAA cada any entre 1965 i 1969. Més tard, el 1968, va tornar a baixar el rècord del mundial de 10 milles (16 km), a 46:44.0. Als Jocs Olímpics d'estiu de 1968 a la Ciutat de Mèxic, es va situar setè en els 10000 m.
El 1969, Hill va guanyar la Marató de Campionats Europeus en el transcurs de la Marató d'Atenes.
En 1970 es va convertir en el primer corredor britànic a guanyar la Marató de Boston, per un ampli marge, trencant el rècord de la prova en tres minuts, amb un temps de 2:10:30. Al juliol d'aquell any, als Jocs de la Commonwealth britànica d'Edimburg, es va convertir en el segon home a trencar la barrera de 2:10, amb un temps rècord mundial de 2:09:28. Hill va córrer els 10 primers quilòmetres de la marató d'Edimburg en 29:24, equivalent a un ritme de marató de 2:04, qualificat de "suïcida". Va arribar a la Marató de Fukuoka com a favorit clar, però només va ocupar el novè lloc.
Hill va ser classificat com a màxim maratonià de l'any per a la pista de Track & Field News en 1970, en virtut de les seves dues victòries importants: la de la marató de Boston i la dels Jocs de la Commonwealth. L'any següent, Hill va ser honrat amb l'Orde de l'Imperi Britànic pels "serveis a l'atletisme". Els seus jocs olímpics finals van ser als Jocs Olímpics de Múnic de 1972, on va acabar sisè a la marató als 33 anys.
Hill va ser el guanyador de la primera Marató de la Costa de la Xina (CCM), celebrada a Hong Kong el 1981, amb el resultat de 2:34:35.
Entre el 20 de desembre de 1964 i el 30 de gener de 2017, durant un total de 52 anys i 39 dies no va faltar ni un dia als seus entrenaments. Hill definia una "carrera" com el fet de completar una distància d'almenys una milla a qualsevol ritme. La seva ratxa va incloure exercicis després d'un accident automobilístic el 1993, quan Hill va trencar-se l'estèrnum i, després d'una operació de galindó, va fer servir una crossa per cobrir una milla (1,6 km) en 27 minuts l'endemà. El desembre de 2013, després del cinquantè any corrents sense parar ni un dia, el seu quilometratge total registrat va ser de 158.628 quilòmetres. A finals d'abril de 2014 es va situar en 159.106,5. El 20 de desembre de 2014, Hill va completar al Heaton Park els 5 km de Manchester, aconseguint el seu objectiu d'executar almenys una milla al dia durant 50 anys.
El 30 de gener de 2017, la seva pàgina de Facebook va anunciar que "a causa de la mala salut Ron ha decidit prendre's un dia lliure".

## Palmarès
| Data | Competició        | Distància               | Lloc | Temps   |
| ---- | ----------------- | ----------------------- | ---- | ------- |
| 1970 | Marató de Boston  | Boston, Estats Units    | 1    | 2:10:30 |
| 1973 | Marató d'Enschede | Enschede, Països Baixos | 1    | 2:18:06 |
| 1975 | Marató d'Enschede | Enschede, Països Baixos | 1    | 2:15:59 |